# Apple Network Utility
Network Utility — приложение, входящее в состав macOS, которая предоставляет различные инструменты, которые могут использоваться для анализа интернета.
Сетевая утилита показывает информацию о каждом сетевом подключении, включая Mac-адрес, назначенный ему IP-адрес, его скорость и статус, количество сетевых пакетов в секунду отправлено и получено, а также количество ошибок передачи и коллизий.

## Инструменты
Доступные инструменты в Network Utility:
- Netstat (команда)
- Ping (команда)
- Lookup (команда)
- Traceroute
- Whois
- Finger
- Сканирование портов

## Где находится Network Utility
- В OS X Mavericks и в поздних версиях, Network Utility находится в /System/Library/CoreServices/Applications
- В OS X Mountain Lion, OS X Lion, и в OS X Snow Leopard, Network Utility находится в папке Utilities (утилиты), а папка Utilities (утилиты) находится в папке Applications (Приложения).
- Используя Spotlight.

1. About Network Utility. Apple Support. Дата обращения: 2 декабря 2016.
2. Mac Network Utility. Twelve36. Дата обращения: 6 марта 2017. Архивировано 12 марта 2017 года.
3. Where did "Network Utility" go? discussions.apple.com. Дата обращения: 27 октября 2013.